# استان لاس توناس
استان لاس توناس (به اسپانیایی: Las Tunas Province) یکی از استان‌های کوبا است.

## خصوصیات
استان لاس توناس ۶٬۵۹۵٫۲۵ کیلومترمربع مساحت و ۵۳۶٬۰۲۷ نفر جمعیت دارد.